# وینسلو ۸۲۷۰
سیارک ۸۲۷۰ (به انگلیسی: 8270 Winslow، نامگذاری:1989JF) هشت هزار و دویست و هفتادمین سیارک کشف شده‌است که در ۲ مه ۱۹۸۹ کشف شد.
قدر مطلق سیارک برابر ۱۳٫۱۰ است.